# Alf Lie
Alf Lie (Bergen, 1887. április 10. – Bergen, 1969. március 22.) olimpiai bajnok norvég tornász.
Az 1912. évi nyári olimpiai játékokon indult tornában és csapat összetettben szabadon választott szerekkel olimpiai bajnok lett.
Testvére, Rolf Lie vele együtt lett olimpiai bajnok.
Klubcsapata a Bergens TF volt.